# روبرتو مارتینس (بازیکن فوتبال، زاده ۱۹۶۶)
روبرتو مارتینس (اسپانیایی: Roberto Martínez‎؛ زادهٔ ۲۱ فوریهٔ ۱۹۶۶) بازیکن فوتبال اهل اسپانیا بود.
از باشگاه‌هایی که در آن بازی کرده‌است می‌توان به باشگاه فوتبال رئال وایادولید، باشگاه فوتبال اتلتیک بیلبائو، باشگاه فوتبال آلمریا، باشگاه فوتبال گرانادا، و باشگاه فوتبال اتلتیک بیلبائو بی اشاره کرد.
وی همچنین در تیم ملی فوتبال زیر ۱۸ سال اسپانیا بازی کرده‌است.